# Ingyō
Ingyō (jap. 允恭天皇, いんぎょうてんのう, Ingyō-tennō), (64. godina cara Nintokua / prosinca 376.? - 14. dan 1. mjeseca 42. godine cara Ingyōa / 8. veljače 453.). Bio je 19. japanski car  prema tradicijskom brojanju.
Ne može se neki točni nadnevak pridijeliti njegovom vladanju, a konvencijski se uzima da je vladao od 411. do 453. godine., a prema japanskim izvorima, od prosinca 412. do 14. siječnja 453. godine, cijelu 41 godinu.
Bio je sin cara Nintokua i Iwa no hime (磐之媛命). Bio je brat cara Richūa i Hanzeija, odnosno njihov četvrti sin, prema Kojikiju i Nihon Shokiju; ovo je nasljeđivanje zaobišlo Richūovu dvojicu sinova. Malo se o njemu zna.
Supruga mu je bila Oshisaka no Ōnakatsu no Hime. Imao je petericu sinova i četvero kćeriju, među njima buduću dvojicu careva Ankōa i Yūryakua. Reformirao je sustav obiteljskih i klanovskih imena, jer su si brojni nadijevali lažna imena dajući si imena klana ili obitelji koji su bili više na društvenoj ljestvici.
Pravo mjesto njegova groba nije poznato. Tradicijski ga se štuje u šintoističkom spomen-svetištu (misasagiju) kod Osake.
Uprava japanskog carskog dvora ovu lokaciju drži za Ingyōv mauzolej. Formalno je poznat kao Ega no nagano no kita no misasagi (恵我長野北陵), u gradu Fujiideri blizu Osake.